# ネパールの郡
ネパールの郡（जिल्ला、District）

## 郡の一覧

### コシ州
1. タプレジュン郡
2. パンチタル郡（英語版）
3. イラーム郡
4. サンクワサバー郡
5. テラトゥム郡（英語版）
6. ダンクタ郡（英語版）
7. ボージプル郡
8. コータン郡
9. ソルクムブ郡（英語版）
10. オカンドゥンガ郡（英語版）
11. ウダイプル郡
12. ジャパ郡（英語版）
13. モラン郡
14. スンサリ郡（英語版）

### マデシ州
1. サプタリ郡
2. シラハ郡（英語版）
3. ダヌシャ郡
4. マホッタリ郡（英語版）
5. サルラヒ郡（英語版）
6. ラウタハト郡
7. バラ郡（英語版）
8. パルサ郡（英語版）

### バグマティ州
1. ドラカ郡
2. ラメチャープ郡
3. シンドゥリ郡
4. カーブレ・パランチョーク郡
5. シンドゥ・パルチョーク郡
6. ラスワ郡
7. ヌワコート郡
8. ダーディン郡
9. チトワン郡
10. マクワンプル郡
11. バクタプル郡
12. ラリトプル郡
13. カトマンズ郡

### ガンダキ州
1. ゴルカ郡
2. ラムジュン郡
3. タナフン郡
4. カスキ郡
5. マナン郡（英語版）
6. ムスタン郡
7. パルバト郡
8. シャンジャー郡
9. ミャグディ郡（英語版）
10. バグルン郡（英語版）
11. ナワルプル郡（英語版）（旧ナワルパラーシ郡東部）

### ルンビニ州
1. パラシ郡（英語版）（旧ナワルパラーシ郡西部）
2. ルーパンデヒ郡
3. カピラバストゥ郡（英語版）
4. パルパ郡
5. アルガカンチー郡
6. グルミ郡
7. 東部ルクム郡（英語版）（旧ルクム郡東部）
8. ロルパ郡
9. ピュータン郡
10. ダーン・デウクリ郡
11. バンケ郡（英語版）
12. バルディヤ郡（英語版）

### カルナリ州
1. 西部ルクム郡（英語版）（旧ルクム郡西部）
2. サリャーン郡
3. ドルパ郡
4. ジュムラ郡
5. ムグ郡（英語版）
6. フムラ郡（英語版）
7. カリコート郡
8. ジャージャルコート郡
9. ダイレク郡
10. スルケート郡

### スドゥパシュチム州
1. バージュラ郡
2. バジャーン郡
3. ドーティ郡
4. アチャーム郡
5. ダルチュラ郡（英語版）
6. バイタディ郡（英語版）
7. ダンデルドゥラ郡（英語版）
8. カンチャンプル郡（英語版）
9. カイラリ郡（英語版）